# 熊本県指定自動車教習所協会
一般社団法人熊本県指定自動車教習所協会（くまもとけんしていじどうしゃきょうしゅうじょきょうかい）は、熊本県の指定自動車教習所の組織で構成される業界団体。元熊本県所管。

## 概要
1969年4月9日に設立された熊本県内の指定自動車教習所が加盟している団体で、熊本県公安委員会の委託を受けて初心運転者講習、運転免許取得時講習、行政処分者講習、高齢者講習及び教習所卒業者やペーパードライバーの再教育講習を行っている。

## 加盟自動車教習所
【県北A】荒尾・玉名
- 荒尾自動車学校
- 荒尾第二自動車学校
- 大洋自動車学校
- 大洋第二自動車学校

【県北B】菊池・阿蘇
- 菊池自動車学校
- 城北自動車学校
- 菊陽自動車学校
- 阿蘇自動車学校

【熊本市】
- 熊本ドライビングスクール
- 上熊本三陽自動車学校
- 中央自動車学校 (熊本県)|中央自動車学校
- 寺原自動車学校
- 田崎三陽自動車学校

【県南】
- 熊本バス自動車学校
- 熊本南自動車学校
- 八代自動車学校
- 八代ドライビングスクール
- 水俣自動車学校

【人吉・球磨】
- 人吉自動車学校
- 中球磨モータースクール
- 多良木自動車学園

【天草】
- 大矢野自動車学校
- 倉岳自動車学校
- 天草自動車学校
- 牛深自動車学校